# Diocesi di Propriá
La diocesi di Propriá (in latino Dioecesis Propriensis) è una sede della Chiesa cattolica in Brasile suffraganea dell'arcidiocesi di Aracaju. Nel 2023 contava 315.000 battezzati su 365.000 abitanti. La sede è vacante.

## Territorio
La diocesi comprende 27 comuni nella parte settentrionale dello stato brasiliano di Sergipe: Canindé de São Francisco, Poço Redondo, Monte Alegre de Sergipe, Nossa Senhora da Glória, Porto da Folha, Gararu, Aquidabã, Muribeca, Malhada dos Bois, São Francisco, Cedro de São João, Propriá, São Miguel do Aleixo, Telha, Amparo de São Francisco, Canhoba, Nossa Senhora de Lourdes, Itabi, Gracho Cardoso, Pirambu, Japaratuba, Japoatã, Santana do São Francisco, Neópolis, Pacatuba, Ilha das Flores e Brejo Grande.
Sede vescovile è la città di Propriá, dove si trova la cattedrale di Sant'Antonio.
Il territorio si estende su 8.181 km² ed è suddiviso in 30 parrocchie, raggruppate in 3 regioni pastorali.

## Storia
La diocesi è stata eretta il 30 aprile 1960 con la bolla Ecclesiarum omnium di papa Giovanni XXIII, ricavandone il territorio dalla diocesi di Aracaju, che è stata contestualmente elevata al rango di arcidiocesi metropolitana.
Il 12 dicembre 1962, con la lettera apostolica Quae bellum, lo stesso papa Giovanni XXIII ha proclamato la Beata Maria Vergine del Rosario di Fatima (Beata Maria Virgo Rosarii a Fatima) patrona principale della diocesi.

## Cronotassi dei vescovi
Si omettono i periodi di sede vacante non superiori ai 2 anni o non storicamente accertati.
- José Brandão de Castro, C.SS.R. † (25 giugno 1960 - 30 ottobre 1987 dimesso)
- José Palmeira Lessa (30 ottobre 1987 - 6 dicembre 1996 nominato arcivescovo coadiutore di Aracaju)
- Mario Rino Sivieri † (18 marzo 1997 - 25 ottobre 2017 ritirato)
- Vítor Agnaldo de Menezes (25 ottobre 2017 - 14 febbraio 2025 nominato arcivescovo di Vitória da Conquista)

## Statistiche
La diocesi nel 2023 su una popolazione di 365.000 persone contava 315.000 battezzati, corrispondenti all'86,3% del totale.
| anno | popolazione | popolazione | popolazione | presbiteri | presbiteri | presbiteri | presbiteri                | diaconi | religiosi | religiosi | parrocchie |
| anno | battezzati  | totale      | %           | numero     | secolari   | regolari   | battezzati per presbitero | diaconi | uomini    | donne     | parrocchie |
| ---- | ----------- | ----------- | ----------- | ---------- | ---------- | ---------- | ------------------------- | ------- | --------- | --------- | ---------- |
| 1966 | 190.000     | 195.000     | 97,4        | 19         | 11         | 8          | 10.000                    |         | 9         | 26        | 12         |
| 1970 | 175.000     | 180.000     | 97,2        | 14         | 6          | 8          | 12.500                    |         | 9         | 16        | 12         |
| 1976 | 190.000     | 195.000     | 97,4        | 15         | 7          | 8          | 12.666                    |         | 10        | 18        | 16         |
| 1980 | 225.000     | 230.000     | 97,8        | 13         | 5          | 8          | 17.307                    |         | 8         | 23        | 19         |
| 1990 | 226.000     | 239.000     | 94,6        | 15         | 11         | 4          | 15.066                    |         | 6         | 35        | 19         |
| 1999 | 261.062     | 270.437     | 96,5        | 22         | 20         | 2          | 11.866                    |         | 4         | 47        | 22         |
| 2000 | 268.039     | 277.408     | 96,6        | 23         | 21         | 2          | 11.653                    |         | 4         | 57        | 22         |
| 2001 | 285.462     | 294.285     | 97,0        | 31         | 28         | 3          | 9.208                     |         | 5         | 54        | 24         |
| 2002 | 366.000     | 378.182     | 96,8        | 30         | 27         | 3          | 12.200                    |         | 5         | 51        | 24         |
| 2003 | 296.181     | 303.828     | 97,5        | 33         | 30         | 3          | 8.975                     |         | 5         | 48        | 24         |
| 2004 | 300.045     | 307.792     | 97,5        | 25         | 22         | 3          | 12.001                    |         | 3         | 48        | 24         |
| 2013 | 332.000     | 341.000     | 97,4        | 30         | 29         | 1          | 11.066                    |         | 1         | 39        | 25         |
| 2016 | 268.179     | 347.255     | 77,2        | 34         | 31         | 3          | 7.887                     |         | 3         | 18        | 25         |
| 2019 | 271.500     | 351.000     | 77,4        | 36         | 34         | 2          | 7.541                     |         | 2         | 26        | 27         |
| 2021 | 275.000     | 355.800     | 77,3        | 37         | 37         |            | 7.432                     |         |           | 32        | 28         |
| 2023 | 315.000     | 365.000     | 86,3        | 41         | 41         |            | 7.682                     |         |           | 32        | 30         |